# Rue Maison-Dieu
La rue Maison-Dieu est une voie du 14e arrondissement de Paris, en France.

## Situation et accès
La rue Maison-Dieu est une voie publique située dans le 14e arrondissement de Paris. Elle débute au 21, rue Raymond-Losserand et 1, rue Édouard-Jacques et se termine au 124-128, avenue du Maine.

## Origine du nom
Son nom lui vient d'un couvent voisin autrefois appelé la « Maison-Dieu » ou « Maison de Dieu », où s'étaient installées les religieuses augustines qui avaient été expulsées en 1908 de l'Hôtel-Dieu de Paris.

## Historique
Cette ancienne voie du Petit-Montrouge sur le territoire de la commune de Montrouge est classée dans la voirie de Paris par décret du 23 mai 1863.